# Microgramma mauritiana
Microgramma mauritiana är en stensöteväxtart som först beskrevs av Carl Ludwig Willdenow, och fick sitt nu gällande namn av Tard. Microgramma mauritiana ingår i släktet Microgramma och familjen Polypodiaceae. Inga underarter finns listade.